# Manuel Vítor Fernandes de Barros
Manuel Vítor Fernandes de Barros (? — 1902) foi um político brasileiro.
Foi presidente da província de Alagoas, de 1 de agosto a 15 de novembro de 1889.